# Pegomya umbripennis
Pegomya umbripennis este o specie de muște din genul Pegomya, familia Anthomyiidae, descrisă de Huckett în anul 1966. Conform Catalogue of Life specia Pegomya umbripennis nu are subspecii cunoscute.